# Ariadna umtalica
Ariadna umtalica is een spinnensoort in de taxonomische indeling van de zesoogspinnen (Segestriidae). De diersoort komt voor in Zimbabwe.
Het dier behoort tot het geslacht Ariadna. De wetenschappelijke naam van de soort werd voor het eerst geldig gepubliceerd in 1904 door William Frederick Purcell.